# The Fathomless Mastery
The Fathomless Mastery – trzeci album studyjny szwedzkiej deathmetalowej grupy Bloodbath, który ukazał się w Europie 6 października, natomiast w Ameryce Północnej 28 października 2008 roku nakładem Peaceville. 
Album The Fathomless Mastery powstał w dwóch studiach: perkusję nagrano w kwietniu 2008 roku w Park Studio, a pozostałe instrumenty oraz śpiew nagrano w lipcu i sierpniu w studiu Ghost Ward. Zespół ponownie zdecydował się na współpracę z producentem Davidem Castillo. Okładkę – podobnie jak do Unblessing the Purity – zaprojektował Dusty Peterson.
Do utworu "Hades Rising" powstał pierwszy w historii zespołu teledysk, który wyreżyserował Owe Lingwall.
W Stanach Zjednoczonych w pierwszym tygodniu od premiery sprzedało się około 1000 egzemplarzy The Fathomless Mastery i album ten – jako pierwszy w historii Bloodbath – był notowany w rankingu czasopisma Billboard (zadebiutował na 45. miejscu na liście Heatseekers Albums). 

## Lista utworów
| Nr  | Tytuł utworu                    | Słowa     | Muzyka   | Długość |
| --- | ------------------------------- | --------- | -------- | ------- |
| 1.  | „At the Behest of Their Death”  | Nyström   | Nyström  | 3:41    |
| 2.  | „Process of Disillumination”    | Renkse    | Renkse   | 3:09    |
| 3.  | „Slaughtering the Will to Live” | Renkse    | Renkse   | 3:37    |
| 4.  | „Mock the Cross”                | Åkerfeldt | Eriksson | 4:02    |
| 5.  | „Treasonous”                    | Nyström   | Nyström  | 4:13    |
| 6.  | „Iesous”                        | Renkse    | Renkse   | 3:34    |
| 7.  | „Drink from the Cup of Heresy”  | Åkerfeldt | Eriksson | 3:37    |
| 8.  | „Devouring the Feeble”          | Renkse    | Renkse   | 3:11    |
| 9.  | „Earthrot”                      | Åkerfeldt | Eriksson | 3:20    |
| 10. | „Hades Rising”                  | Nyström   | Nyström  | 5:05    |
| 11. | „Wretched Human Mirror”         | Renkse    | Renkse   | 4:12    |
|     |                                 |           |          | 41:41   |

## Twórcy
| Zespół Bloodbath w składzie - Mikael Åkerfeldt – śpiew - Anders Nyström – gitara - Per Eriksson – gitara - Jonas Renkse – gitara basowa - Martin Axenrot – perkusja | Inni - Christian Älvestam – śpiew w utworze "Iesous" - David Castillo - produkcja, miksowanie, inżynieria - Björn Engelmann - mastering - Dusty Peterson - oprawa graficzna - Robin Bergh - zdjęcia |

## Nagrody
| Rok  | Nagroda                                               | Kategoria                                  | Miejsce |
| ---- | ----------------------------------------------------- | ------------------------------------------ | ------- |
| 2008 | Najlepsze albumy 2008 roku według czasopisma Close-Up | Najlepszy album (The Fathomless Mastery)   | 12.     |
| 2009 | Terrorizer's 2008 Readers' Poll                       | Najlepszy album (The Fathomless Mastery)   | 1.      |
| 2009 | Terrorizer's 2008 Readers' Poll                       | Najlepszy wokalista (Mikael Åkerfeldt)     | 3.      |
| 2009 | Terrorizer's 2008 Readers' Poll                       | Najlepszy perkusista (Martin Axenrot)      | 2.      |
| 2009 | Terrorizer's 2008 Readers' Poll                       | Najlepszy zespół (Bloodbath)               | 2.      |
| 2009 | Terrorizer's 2008 Readers' Poll                       | Najlepsza okładka (The Fathomless Mastery) | 2.      |
| 2009 | Terrorizer's 2008 Readers' Poll                       | Osobowość roku (Mikael Åkerfeldt)          | 1.      |

## Wydania
Opracowano na podstawie materiału źródłowego.
| Rok wydania | Format | Numer katalogowy | Wytwórnia          | Uwagi                                               |
| ----------- | ------ | ---------------- | ------------------ | --------------------------------------------------- |
| 2008        | CD     | CDVILEF242       | Peaceville Records | –                                                   |
| 2008        | LP     | VILELP242        | Peaceville Records | Limitowana edycja 500 egzemplarzy.                  |
| 2009        | CD     | MICP-10813       | Marquee            | Wydanie japońskie. Nie zawiera dodatkowych utworów. |